# Donnelsville (Ohio)
Donnelsville es una villa ubicada en el condado de Clark en el estado estadounidense de Ohio. En el Censo de 2010 tenía una población de 304 habitantes y una densidad poblacional de 301,74 personas por km².

## Geografía
Donnelsville se encuentra ubicada en las coordenadas 39°54′57″N 83°56′36″O / 39.91583, -83.94333. Según la Oficina del Censo de los Estados Unidos, Donnelsville tiene una superficie total de 1.01 km², de la cual 1.01 km² corresponden a tierra firme y (0%) 0 km² es agua.

## Demografía
Según el censo de 2010, había 304 personas residiendo en Donnelsville. La densidad de población era de 301,74 hab./km². De los 304 habitantes, Donnelsville estaba compuesto por el 98.68% blancos, el 0% eran afroamericanos, el 0.33% eran amerindios, el 0.33% eran asiáticos, el 0% eran isleños del Pacífico, el 0.33% eran de otras razas y el 0.33% pertenecían a dos o más razas. Del total de la población el 0.33% eran hispanos o latinos de cualquier raza.